# Síragon
Síragon, C.A es una empresa venezolana de ensamblaje, fabricación, diseño y distribución de equipos electrónicos y de computación tales como laptops, PCs de escritorio, smartphones, tabletas, cámaras digitales, y televisores Smart TV. 
Siragon también diseña y fabrica su propia memoria RAM y memoria flash y placas de circuitos impresos. La empresa fue creada en una alianza entre inversionistas venezolanos y japoneses. Su planta se encuentra en la Zona Industrial Norte de Valencia, Carabobo.

## Historia
La empresa tiene su planta de fabricación y ensamblaje de equipos en la Zona Industrial Castillito de Valencia, en el Municipio San Diego del Estado Carabobo, teniendo presencia nacional a través de mayoristas de computación y equipos electrónicos. 
En marzo de 2009 la compañía inauguró su planta de tecnología de montaje superficial (SMT), la cual permite fabricación de tarjetas y componentes electrónicos para computadoras en Venezuela. Este mismo año distribuye sus productos en Argentina de la mano del distribuidor mayorista Greentech. Igualmente Síragon fabrica sus propios diseños y también construye bajo licencia, todo en una computadora de la brasileña Itautec.
En 2012 la empresa fue galardonada con la distinción en Diseño Innovador y de Ingeniería en el Consumer Electronics Show por su equipo “All in One", que fue creado en alianza estratégica con la casa de diseño BMW Designworks USA. Siragon anunció formalmente su intención de entrar en el mercado estadounidense a finales de 2012. Siragon participa en una asociación de diseño con BMW, para la cual fabrica electrónica para y colabora en diseños electrónicos con.
Siragon ocupa actualmente el tercer lugar en el mercado de la electrónica computacional en Venezuela. La compañía tiene la intención de superar a Lenovo y subir de posición.

## Fundación Síragon
Mediante la Fundación Síragon, la empresa ejecuta su labor social beneficiando a instituciones sin fines de lucro como hospitales, escuelas y otros centros educativos.

## Alianzas

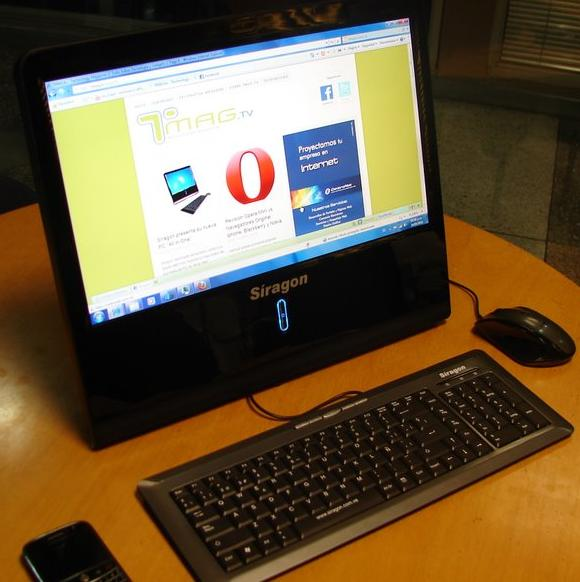
Siragon Touchscreen.

Síragon está aliado con las empresas Microsoft , Intel y Samsung

### Productos
- Informática
  - Computadoras Portátiles
    - Mini Laptops (Netbook)
      - ML-1010
      - ML-1020
      - ML-1030
      - ML-1040
      - ML-6200
      - MN-3000
      - Mini Blade

    - Laptop (notebooks)
      - SL-6120
      - SL-6130
      - SL-6320 (Blade)
      - SL-6310
      - SL4110
      - SL3110
      - HN-70
      - MN-50
      - MNS-50
      - LN-30
      - LNS-35
      - NB-3100
      - NB3200

    - Ultrabook
      - NB-3010
      - NB-5010
      - NB-7010
      - UB-5000
      - UB-7000
      - UB-9000

- - Computadoras de Escritorio
    -       - Slim 1500
      - Tower 1600

- - All in One PC
- H-500
  -     -       - M-350
      - L-300
      - Serie-5000
      - Serie-7000
      - Serie-9000
      - Serie-5100
      - Serie-7100
      - Serie-9100

- Óptica
  - Proyectores
  - Cámaras

- Electrónica
  - Monitores
  - Televisores LCD, TFT, CCFL, LED y IPS
  - Tabletas
  - Teléfono inteligente

- Audio
  - Conjunto de Altavoces
  - Reproductor MP3 portátil